# 力箭二号运载火箭
力箭二号运载火箭是中国科学院力学研究所和中科宇航研制的中型部分可复用两级半液氧煤油液体燃料运载火箭。
力箭二号液体运载火箭采用CBC构型，通用芯级直径3.35米，每个芯级安装三台YF-102液氧煤油发动机；二级安装一台YF-102V液氧煤油发动机；总长53米，起飞质量628吨，起飞推力766吨。500公里太阳同步轨道运载能力7.8吨，近地轨道运载能力12吨，并具备地球同步转移轨道发射能力。
力箭二号预计于2025年9月在海南商业航天发射场首飞，载荷为中国空间站低成本货物运输系统轻舟货运飞船初样产品。

## 历史
2025年6月11日，力箭二号一级动力系统试车成功。
2025年6月，力箭二号二级动力系统试车成功。